# بابلوطة
بابلوطة قرية تتبع ناحية العنازة في منطقة بانياس التابعة لمحافظة طرطوس.